# Koło Filistrów Konwentu Polonia
Koło Filistrów Konwentu Polonia – założone 5 września 1922 r. w Wilnie. Jedna z organizacji zrzeszających filistrów Korporacji Akademickiej Konwent Polonia założonej w Dorpacie w 1828 r.
W 1940 r. członkowie Koła reaktywowali jego działalność na uchodźstwie w Londynie. Wspierali aktywnie działalność funkcjonującego w realiach PRL Stowarzyszenia Filistrów w Warszawie. W 1968 z okazji 140-lecia Konwentu członkowie obu organizacji filisterskich ufundowali w kościele św. Marcina w Warszawie tablicę pamiątkową ku czci poległych i pomordowanych członków Konwentu Polonia. W 1971 r. ufundowali w londyńskim kościele św. Andrzeja Boboli tablicę pamiątkową ku czci zmarłych, poległych i zamordowanych członków Konwentu Polonia. W 1988 - tablicę "Ku pamięci Naszych Braci pomordowanych na Wschodzie" umieszczoną na kościele Św. Karola Boromeusza na warszawskich Powązkach. Koło wspierało także organizację kolejnych obchodów rocznicowych Konwentu (od 1958 do 1988, co dziesięć lat - jednocześnie w Warszawie i Londynie). W 1998 po reaktywacji w Gdańsku Konwentu Polonia podjęto decyzję o przeniesieniu Koła Filistrów do nowej siedziby Konwentu - Gdańska. Od 2005 (otwarcie nowej kwatery Konwentu Polonia) siedzibą Koła został Sopot.
11 listopada 2012 r. powstał Związek Filistrów Konwentu Polonia - nowe stowarzyszenie scalające dotychczasowe dwie organizacje filisterskie: Koło Filistrów Konwentu Polonia i Stowarzyszenie Filistrów Konwentu Polonia w Warszawie. Z tym dniem Koło Filistrów zakończyło swoją 90-letnią działalność.
Prezesami Koła Filistrów byli:
Okres wileński:
- Jerzy Hutten-Czapski[2]
- Stanisław Kognowicki

Okres londyński:
- Antoni Minkiewicz

Okres trójmiejski:
- Bolesław Skawiński
- Andrzej Kopeć
- Mateusz Liwacz